# Hit FM
Hit FM – nazwa trójmiejskiej rozgłośni sieci Radia Eska, z siedzibą w Gdańsku, używana przejściowo od 23 listopada 2003 do 17 sierpnia 2008.
Hit FM emitowało swój program na dwóch częstotliwościach:
- 94,6 MHz – Gdańsk
- 90,7 MHz – Gdynia

Pod względem programowym zasadniczo nie różniło się od pozostałych stacji sieci Eska. Formatem muzycznym rozgłośni był CHR ("Contemporary Hit Radio", czyli "Hity na czasie").

## Sporna nazwa
Stacja rozpoczęła emisję swojego programu pod nazwą Eska Trójmiasto 25 października 1999 roku, w miejsce przejętego przez Zjednoczone Przedsiębiorstwa Rozrywkowe (właściciela sieci Eska) studenckiego Radia ARnet. Obecność na trójmiejskim rynku konkurencyjnej stacji z Gdyni o podobnej nazwie – Eska Nord – wprowadzała w błąd słuchaczy i ostatecznie doprowadziło do procesu sądowego między gdańskim a gdyńskim nadawcą.
W jego wyniku Eska zmuszona została w połowie 2003 roku do zmiany nazwy swej gdańskiej stacji. Od końca wakacji aż do 23 listopada 2003 roku unikano jej podawania na antenie (w spotach dźwiękowych pojawiało się jedynie słowo "Trójmiasto" wraz z częstotliwościami, prezenterzy zaś używali sforumułowań reklamowych jak np. "Numer 1 w Trójmieście na 90,7 oraz 94,6").
Wspomnianego dnia zmieniono markę rozgłośni na "Hit FM" oraz wprowadzono nowe tytuły dla niektórych audycji (zachowując ich wcześniejszy charakter). Spór o nazwę nie został jednak zakończony.
W grudniu 2006 r. (na wniosek Radia Eska) Urząd Patentowy unieważnił patent na logo i nazwę Eski Nord. Decyzja nie uprawomocniła się, jednak konkurencyjna wobec Hit FM stacja z Gdyni 25 lipca 2008 przekształciła się w regionalny oddział radia RMF Maxxx, co umożliwiło powrót Hit FM do nazwy Eska Trójmiasto. Zmiana nastąpiła 17 sierpnia 2008 roku o godzinie 16:00. Wcześniej, przez okres kilku tygodni, wprowadzenie nowej nazwy zwiastowano na antenie poprzez liner "Hit FM - Nowa ESKA w Trójmieście".
W 2008 roku przejęta przez Digital Media.

## Słuchalność
Według badania Radio Track (wykonane przez Millward Brown SMG/KRC) udział Radia Eska Trójmiasto (HIT FM) pod względem słuchania w okresie grudzień-maj 2021/2022 w grupie wiekowej 15-75 lat wyniósł 5,4 proc., co dało tej stacji 6. pozycję w rankingu rynku radiowego w Trójmieście.